# Jordanië op de Olympische Zomerspelen 2008
Jordanië nam deel aan de Olympische Zomerspelen 2008 in Peking, China.
Jordanië debuteerde op de Zomerspelen in 1980 en deed in 2008 voor de achtste keer mee. Net als bij de zeven voorgaande deelnames won Jordanië in 2008 geen medaille.

## Deelnemers en resultaten

### Atletiek
| Olympiër           | Discipline | Resultaat | Prestatie               |
| ------------------ | ---------- | --------- | ----------------------- |
| Khalil Al-Hanahneh | 200m (m)   | 54e       | serie 1: 7de in 21,55   |
|                    |            |           |                         |
| Baraah Awadallah   | 800m (v)   | 37e       | serie 1: 7de in 2.18,41 |

### Paardensport
| Olympiër         | Discipline     | Resultaat      | Prestatie                              |
| Springconcours   | Springconcours | Springconcours | Springconcours                         |
| ---------------- | -------------- | -------------- | -------------------------------------- |
| Ibrahim Bisharat | individueel    | 60e            | kwalificatie: 60ste met 41 strafpunten |

### Taekwondo
| Olympiër      | Discipline | Resultaat | Prestatie                            |
| ------------- | ---------- | --------- | ------------------------------------ |
| Nadeen Dawani | -57kg (v)  | 11e       | 1ste ronde: V van GBR Stevenson: 2-3 |

### Tafeltennis
| Olympiër     | Discipline    | Resultaat | Prestatie                                                   |
| ------------ | ------------- | --------- | ----------------------------------------------------------- |
| Zeina Shaban | enkelspel (v) | 11e       | voorronde: V van CZE Hadačová: 0-4 (3-11, 6-11, 8-11, 5-11) |

### Zwemmen
| Olympiër     | Discipline         | Resultaat | Prestatie             |
| ------------ | ------------------ | --------- | --------------------- |
| Anas Hamadeh | 50m vrije slag (m) | 59e       | serie 6: 3de in 24,40 |
|              |                    |           |                       |
| Razan Taha   | 50m vrije slag (v) | 59e       | serie 5: 4de in 27,82 |

Afghanistan · Albanië · Algerije · Amerikaanse Maagdeneilanden · Amerikaans-Samoa · Andorra · Angola · Antigua en Barbuda · Argentinië · Armenië · Aruba · Australië · Azerbeidzjan · Bahama's · Bahrein · Bangladesh · Barbados · België · Belize · Benin · Bermuda · Bhutan · Bolivia · Bosnië en Herzegovina · Botswana · Brazilië · Britse Maagdeneilanden · Bulgarije · Burkina Faso · Burundi · Cambodja · Canada · Centraal-Afrikaanse Republiek · Chili · China · Chinees Taipei · Colombia · Comoren · Congo-Brazzaville · Congo-Kinshasa · Cookeilanden · Costa Rica · Cuba · Cyprus · Denemarken · Djibouti · Dominica · Dominicaanse Republiek · Duitsland · Ecuador · Egypte · El Salvador · Equatoriaal-Guinea · Eritrea · Estland · Ethiopië · Fiji · Filipijnen · Finland · Frankrijk · Gabon · Gambia · Georgië · Ghana · Grenada · Griekenland · Groot-Brittannië · Guam · Guatemala · Guinee · Guinee‑Bissau · Guyana · Haïti · Honduras · Hongarije · Hongkong · Ierland · IJsland · India · Indonesië · Irak · Iran · Israël · Italië · Ivoorkust · Jamaica · Japan · Jemen · Jordanië · Kaaimaneilanden · Kaapverdië · Kameroen · Kazachstan · Kenia · Kirgizië · Kiribati · Koeweit · Kroatië · Laos · Lesotho · Letland · Libanon · Liberia · Libië · Liechtenstein · Litouwen · Luxemburg · Macedonië · Madagaskar · Malawi · Malediven · Maleisië · Mali · Malta · Marshalleilanden · Marokko · Mauritanië · Mauritius · Mexico · Micronesië · Moldavië · Monaco · Mongolië · Montenegro · Mozambique · Myanmar · Namibië · Nauru · Nederland · Nederlandse Antillen · Nepal · Nicaragua · Nieuw-Zeeland · Niger · Nigeria · Noord-Korea · Noorwegen · Oeganda · Oekraïne · Oezbekistan · Oman · Oostenrijk · Oost‑Timor · Pakistan · Palau · Palestina · Panama · Papoea-Nieuw-Guinea · Paraguay · Peru · Polen · Portugal · Puerto Rico · Qatar · Roemenië · Rusland · Rwanda · Saint Kitts en Nevis · Saint Lucia · Saint Vincent en Grenadines · Salomonseilanden · Samoa · San Marino · Sao Tomé en Principe · Saoedi-Arabië · Senegal · Servië · Seychellen · Sierra Leone · Singapore · Slovenië · Slowakije · Soedan · Somalië · Spanje · Sri Lanka · Suriname · Swaziland · Syrië · Tadzjikistan · Tanzania · Thailand · Togo · Tonga · Trinidad en Tobago · Tsjaad · Tsjechië · Tunesië · Turkije · Turkmenistan · Tuvalu · Uruguay · Vanuatu · Venezuela · Verenigde Arabische Emiraten · Verenigde Staten · Vietnam · Wit-Rusland · Zambia · Zimbabwe · Zuid-Afrika · Zuid-Korea · Zweden · Zwitserland
Uitgesloten van deelname: Brunei